# Giovanni II di Castiglia
Giovanni Enriquez, anche Giovanni II di Trastámara (Toro, 6 marzo 1405 – Valladolid, 20 luglio 1454), è stato re di Castiglia e León dal 1406 al 1454, quarto monarca della casa dei Trastámara a sedere sul trono di Castiglia e León.

## Origine
Era il figlio terzogenito del re di Castiglia e León Enrico III l'Infermo e di Caterina di Lancaster.

## Biografia

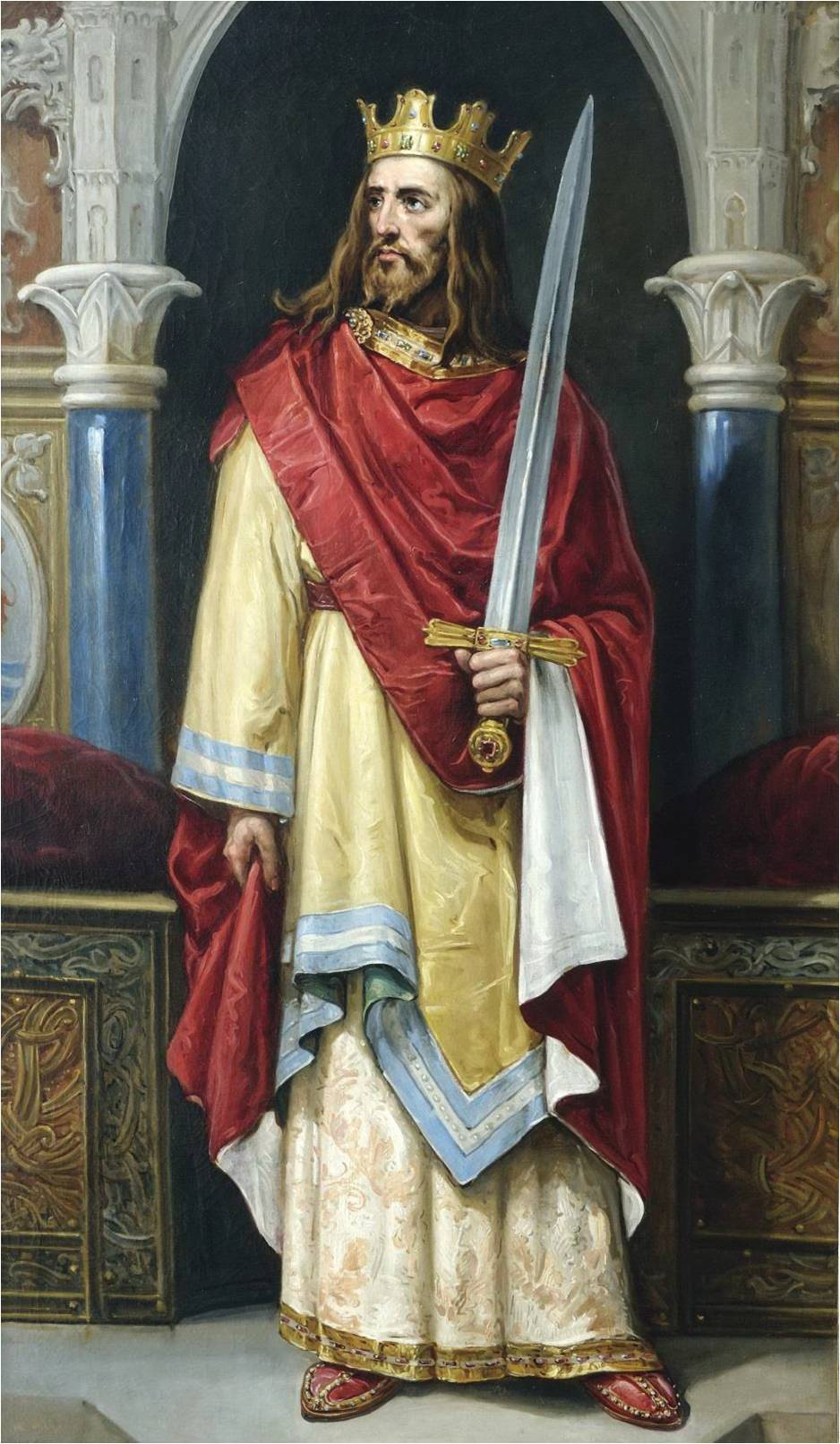
Ritratto ottocentesco di Giovanni II conservato presso l'Ayuntamiento di León.

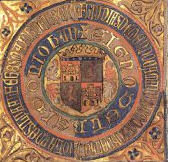
Sigillo di Giovanni II.

Giovanni, alla nascita, fu nominato principe delle Asturie, cioè erede al trono.
Nel 1406, alla morte del padre, Giovanni divenne re, all'età di circa due anni, sotto la reggenza della madre e dello zio Ferdinando.

### Reggenza
I reggenti di Giovanni II si divisero il regno di Castiglia, Caterina governava il nord: Galizia, Asturie, Cantabria, la Rioja e il nord della Castiglia, mentre Ferdinando ebbe il governo di: Estremadura, parte dell'Andalusia parte della Murcia e il sud della Castiglia. Le restanti parti dell'Andalusia e della Murcia erano in mano ai Mori del Sultanato di Granada, governato dalla dinastia dei Nasridi.
Mentre Ferdinando nella veste di reggente, efficacemente coadiuvato, si distinse per la sua prudente gestione degli affari di Stato; proseguì la guerra contro il regno di Granada, iniziata da suo fratello Enrico III e si comportò con molto valore alla conquista di Antequera, tanto che gli fu dato il soprannome di el d'Antequera. Caterina invece si appoggiò ad un consiglio della corona, non governò altrettanto bene, anche perché si affidò ad una consigliera, Eleonora Lopez di Cordova, che le era diventata molto intima e a quanto pare, anche molto astuta, si arricchì, aumentando le sue proprietà sino a che, nel 1412, fu fermata e allontanata dalla corte.
Nel 1411 Ferdinando d'Antequera, a nome di Giovanni II stipulò la pace con il re del Portogallo Giovanni I, ponendo fine alla guerra che era iniziata nel 1383.
Nel periodo che suo zio era reggente del regno di Castiglia, Giovanni II, ancora minorenne fu promesso in matrimonio alla cugina prima, di nove anni più vecchia, Maria, che era figlia di Ferdinando I e di Eleonora d'Alburquerque (1374-1435).
Quando, nel 1410, morì il re della corona d'Aragona e re di Sicilia Martino il Vecchio, prozio di Giovanni (sua nonna, madre di Enrico III e di Ferdinando, Eleonora, era sorella di Martino il Vecchio), lo zio Ferdinando fu tra i pretendenti al trono aragonese e nei due anni che seguirono, conosciuti come interregno aragonese, non disdegnò di entrare in armi in Aragona, per difendere i suoi interessi.
Prima che si arrivasse ad una guerra civile, le cortes di Catalogna, di Valencia e d'Aragona decisero per un arbitrato, che portò al Compromesso di Caspe del 1412.

### Interferenze aragonesi sul regno di Castiglia
Dopo il compromesso di Caspe (1412), suo zio, Ferdinando divenne re della corona d'Aragona, dovette abbandonare la Castiglia per l'Aragona e la madre, Caterina, rimase unica reggente, sempre coadiuvata da un consiglio della corona. Comunque Ferdinando lasciò in Castiglia i tre figli Alfonso (il futuro re di Aragona Alfonso V), Giovanni (il futuro re d'Aragona e di Navarra, Giovanni II) ed Enrico, detti gli infanti d'Aragona, che presero il suo posto alla guida della famiglia (Trastámara) reale di Castiglia e lo sostituirono nel consiglio reale di Giovanni II, che aiutava la reggente, Caterina, come da espressa volontà del defunto re Enrico III l'Infermo. Dopo che Alfonso, nel 1415, dovette lasciare la Castiglia per coadiuvare il padre nel governare la corona d'Aragona, e, nel 1416, alla morte del padre, era divenuto re d'Aragona, gli infanti d'Aragona Giovanni ed Enrico, costantemente in lotta con la fazione di nobili, capeggiata da Álvaro de Luna, che si opponevano alla loro invadenza, coadiuvarono la zia Caterina, nella reggenza del regno.
Nel 1418 la madre di Giovanni II, Caterina, morì e l'invadenza degli infanti d'Aragona, rimasti unici reggenti, aumentò; il re cominciò ad appoggiarsi al nobile Álvaro de Luna, nipote dell'arcivescovo di Toledo. Nel 1419 Giovanni II fu dichiarato maggiorenne, ma continuando a preferire la letteratura, le galanterie di corte ed i passatempi vari, ai gravosi impegni di governo, concesse sempre più potere ad Álvaro de Luna.
Gli infanti d'Aragona Giovanni, ma soprattutto il fratello Enrico, furono costantemente in lotta con la fazione di nobili che, opponendosi alla loro invadenza e che si stava coagulando attorno al re e ad Álvaro de Luna e che prendeva il nome di partito realista. I due riuscirono a prendere il controllo sul cugino: Giovanni II ed Enrico presero il potere con il Golpe di Tordesillas, del 1420: mentre la corte si trovava a Tordesillas, Enrico finse di lasciare la città con il suo seguito di armati; invece si diresse al palazzo reale dove alcuni complici, tra cui il vescovo di Tordesillas, dall'interno aprirono loro le porte e per merito della sorpresa si impadronirono del palazzo. Arrestati tutti i loro oppositori, Enrico raggiunse la camera del re, che dormiva e lo ragguagliò della nuova situazione. La prima conseguenza del golpe fu che, il 4 di agosto, nella cattedrale d'Avila Giovanni II sposò la cugina prima, la sorella degli infanti di Aragona, Enrico, Giovanni e il re della corona d'Aragona, Alfonso V, Maria, a cui era stato promesso quando era bambino.
Enrico aveva così ottenuto il pieno controllo sul regno di Castiglia. Questa posizione privilegiata provocò la reazione di Álvaro de Luna, consigliere personale del re, che, accordatosi con Giovanni, il fratello di Enrico, nel giugno del 1422, lo fece arrestare a Madrid, e gli fece requisire tutte le sue proprietà.
Álvaro de Luna (Álvaro venne richiamato e poi allontanato da corte diverse volte, nel corso dei 43 anni che trascorse accanto a Giovanni II), nel 1423, fu nominato Connestabile di Castiglia e tenne il potere per alcuni anni.
Enrico, per le pressioni esercitate dal re della corona d'Aragona, suo fratello maggiore, Alfonso V il Magnanimo, che aveva minacciato di invadere la Castiglia, fu rilasciato nel 1427 e tutti i suoi titoli gli furono restituiti. Enrico però continuò assieme al fratello Giovanni a interferire nelle questioni del regno di Castiglia, per cui, per appoggiare i suoi fratelli, gli infanti di Aragona, Alfonso V il Magnanimo, nel 1429, invase il regno di Castiglia iniziando una guerra che terminò con il trattato di Majano (Treguas de Majano) del luglio 1430, con cui si pose fine all'invasione aragonese della Castiglia, Enrico e Giovanni furono esiliati in Aragona mentre tutte le loro proprietà in Castiglia vennero confiscate.
Nel 1431 Giovanni II e Álvaro de Luna ripresero la guerra contro il Sultanato di Granada e le truppe castigliane, dopo aver occupato Jimena de la Frontera, avanzarono verso la capitale del regno dei Mori, riportarono una vittoria nella battaglia di La Higueruela il 1º luglio del 1431, senza però riuscire a raggiungere Granada.

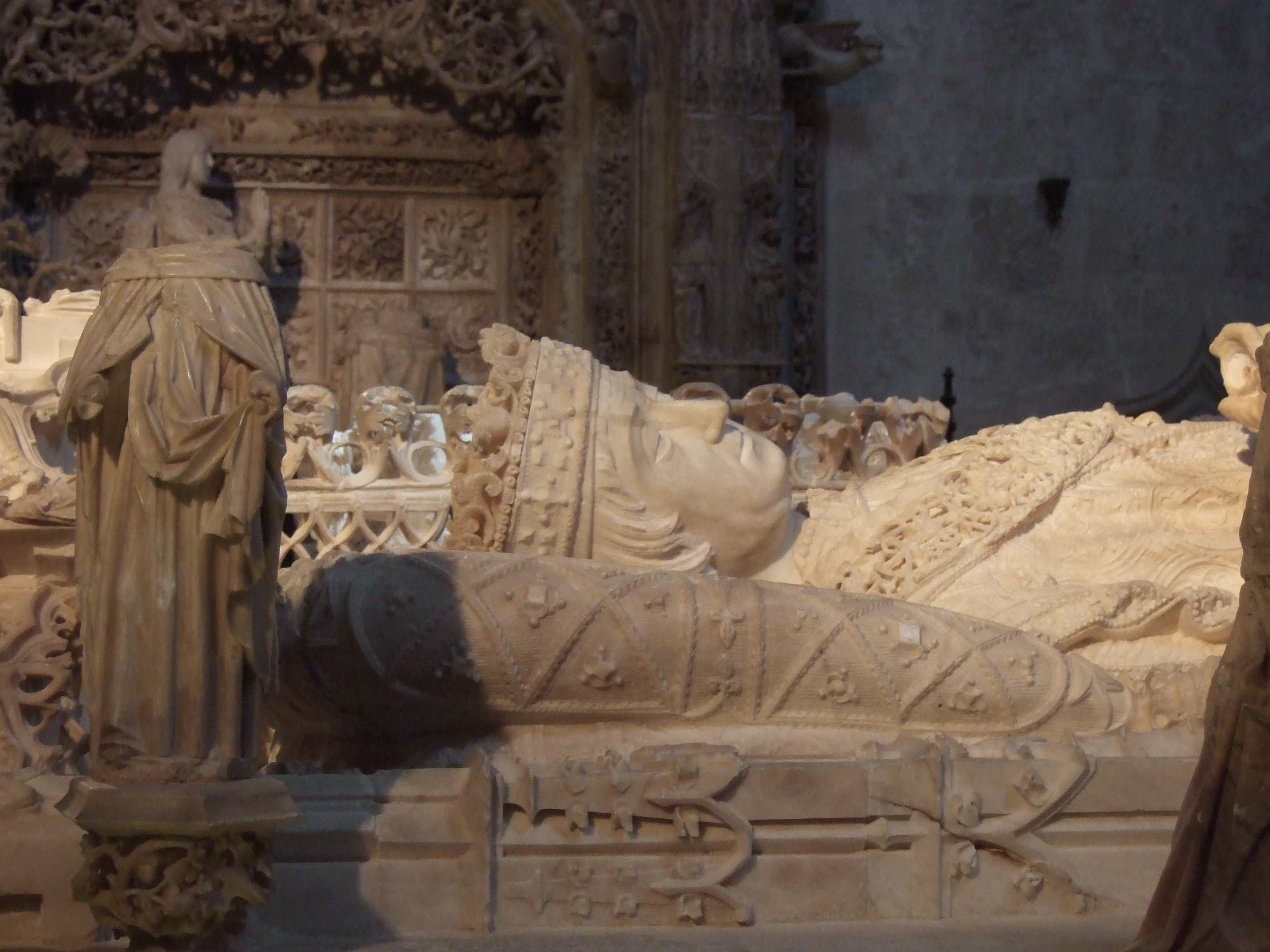
Altorilievo di Giovanni II di Castiglia sulla sua tomba (sec. XV), nella Certosa di Miraflores, a Burgos.

### Ascesa e caduta di Álvaro de Luna
Il potere di Alvaro continuò a crescere, ma la cosa provocò malcontento tra l'alta nobiltà, e alcune decisioni (come l'arresto di Pedro Manrique, nel 1437), diedero l'avvio ad una ribellione; la nobiltà, dopo che, nel 1436, Giovanni, ora re di Navarra, era stato riabilitato, tornò ad appoggiare gli infanti Giovanni ed Enrico che, nel 1438, rientrarono per l'ultima volta in Castiglia, ripresero il potere e fecero esiliare Álvaro de Luna, nel corso del 1439. Álvaro però rientrò, riorganizzò la sua fazione e, dopo una serie di incontri e trattati, a seguito del colpo di Stato di Rámaga (il re Giovanni II fu fatto prigioniero dal cugino Giovanni) del 1443, si arrivò allo scontro decisivo, nella prima battaglia di Olmedo, del 14 maggio 1445 (dove gli infanti d'Aragona furono sconfitti), che decretò il loro definitivo allontanamento dalla Castiglia; Enrico venne ferito ad una mano, che andata in gangrena, poco dopo lo portò alla morte, mentre Giovanni, dato che la moglie, Bianca di Navarra, era morta si occupò del regno di Navarra.
Nonostante questa vittoria la nobiltà continuò a ostacolare l'opera del re e del suo connestabile, Álvaro de Luna.
Dopo che Maria d'Aragona era morta nel 1445 Giovanni II si sposò, in seconde nozze, il 17 agosto del 1447, a Madrigal de las Altas Torres con Isabella del Portogallo, figlia di don Giovanni d'Aviz (figlio del re del Portogallo Giovanni I d'Aviz e di sua moglie, Filippa di Lancaster, figlia di Giovanni Plantageneto) e di Isabella di Braganza, figlia del duca di Braganza Alfonso I, e di Beatriz Pereira de Alvim, l'unica figlia del Connestabile del Portogallo, Nuno Álvares Pereira.

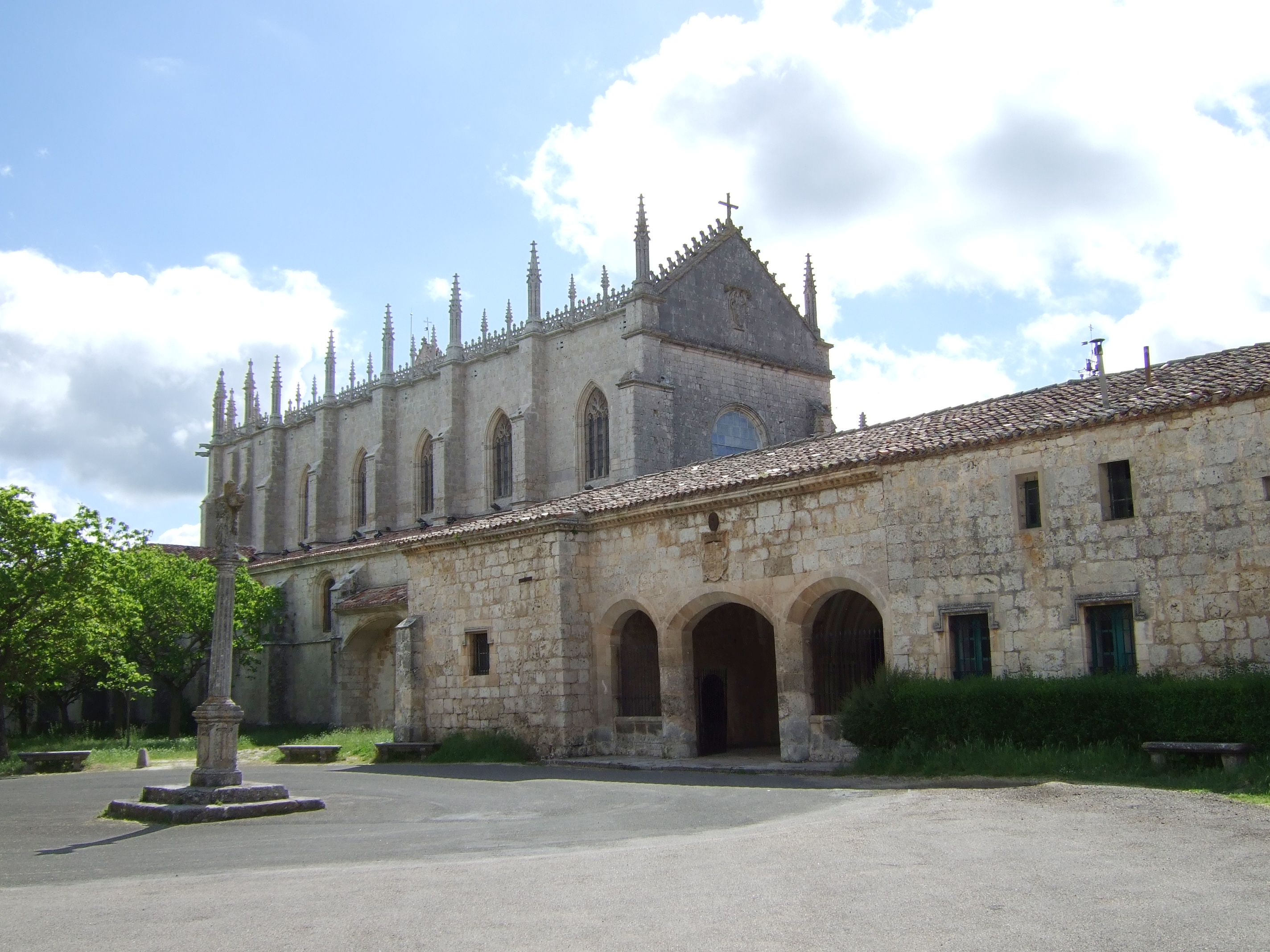
Certosa di Miraflores, a Burgos.

A partire da questo momento, dato che la regina, che aveva un notevole ascendente sul re, si schierò con il partito dei nobili, il connestabile Álvaro de Luna cominciò ad avere la vita sempre più difficile, fino a che fu fatto arrestare e processare, davanti a un consiglio, con l'imputazione di avere tentato di controllare con la stregoneria la mente del re e quindi, trovato colpevole, fu condannato a morte e giustiziato, il 2 giugno del 1453.
Giovanni II morì l'anno seguente, molto probabilmente assassinato, consegnando al figlio Enrico IV un trono traballante, un regno in cui il potere era saldamente nelle mani dell'alta nobiltà, alla quale il re non ebbe la forza (e nemmeno il carattere) per opporsi.
Giovanni II morì a Valladolid, il 20 luglio del 1454, gli successe il figlio, Enrico. Fu inumato nella Certosa di Miraflores, a Burgos.

## Discendenza
Giovanni ebbe da María quattro figli e due da Isabella:
- da Maria ebbe:
  - Caterina (1422 - 1424);
  - Eleonora (1423 - 1425);
  - Enrico (1425 - 1474), re di Castiglia e León, come Enrico IV l'Impotente
  - Maria (1428 - 1429).
- da Isabella ebbe:
  - Isabella (1451 - 1504), regina di Castiglia e León, come Isabella I la Cattolica sposò il cugino Ferdinando II di Aragona;
  - Alfonso (1453 - 1468), Principe delle Asturie.

## Ascendenza
|                                            |                           |                          | Genitori                      |  |  | Nonni |  |  | Bisnonni               |  |  | Trisnonni               |  |
|                                            |                           |                          |                               |  |  |       |  |  | Enrico II di Castiglia |  |  | Alfonso XI di Castiglia |  |
|                                            |                           |                          |                               |  |  |       |  |  | Enrico II di Castiglia |  |  | Alfonso XI di Castiglia |  |
|                                            |                           | Eleonora di Guzmán       |                               |  |  |       |  |  | Enrico II di Castiglia |  |  |                         |  |
| Giovanni I di Castiglia                    |                           |                          |                               |  |  |       |  |  | Enrico II di Castiglia |  |  |                         |  |
|                                            |                           | Giovanna Manuele         | Giovanni Manuele di Castiglia |  |  |       |  |  |                        |  |  |                         |  |
|                                            |                           | Giovanna Manuele         | Giovanni Manuele di Castiglia |  |  |       |  |  |                        |  |  |                         |  |
|                                            |                           | Giovanna Manuele         | Bianca de La Cerda            |  |  |       |  |  |                        |  |  |                         |  |
| Enrico III di Castiglia                    |                           | Giovanna Manuele         |                               |  |  |       |  |  |                        |  |  |                         |  |
|                                            |                           | Pietro IV di Aragona     | Alfonso IV di Aragona         |  |  |       |  |  |                        |  |  |                         |  |
|                                            |                           | Pietro IV di Aragona     | Alfonso IV di Aragona         |  |  |       |  |  |                        |  |  |                         |  |
|                                            |                           | Pietro IV di Aragona     | Teresa di Entenza             |  |  |       |  |  |                        |  |  |                         |  |
| Eleonora d'Aragona e Sicilia               |                           | Pietro IV di Aragona     |                               |  |  |       |  |  |                        |  |  |                         |  |
|                                            |                           | Eleonora di Sicilia      | Pietro II di Sicilia          |  |  |       |  |  |                        |  |  |                         |  |
|                                            |                           | Eleonora di Sicilia      | Pietro II di Sicilia          |  |  |       |  |  |                        |  |  |                         |  |
|                                            |                           | Eleonora di Sicilia      | Elisabetta di Carinzia        |  |  |       |  |  |                        |  |  |                         |  |
| Giovanni II di Castiglia                   |                           | Eleonora di Sicilia      |                               |  |  |       |  |  |                        |  |  |                         |  |
|                                            | Edoardo III d'Inghilterra | Edoardo II d'Inghilterra |                               |  |  |       |  |  |                        |  |  |                         |  |
|                                            | Edoardo III d'Inghilterra | Edoardo II d'Inghilterra |                               |  |  |       |  |  |                        |  |  |                         |  |
|                                            | Edoardo III d'Inghilterra | Isabella di Francia      |                               |  |  |       |  |  |                        |  |  |                         |  |
| Giovanni Plantageneto, I duca di Lancaster | Edoardo III d'Inghilterra |                          |                               |  |  |       |  |  |                        |  |  |                         |  |
|                                            |                           | Filippa di Hainaut       | Guglielmo I di Hainaut        |  |  |       |  |  |                        |  |  |                         |  |
|                                            |                           | Filippa di Hainaut       | Guglielmo I di Hainaut        |  |  |       |  |  |                        |  |  |                         |  |
|                                            |                           | Filippa di Hainaut       | Giovanna di Valois            |  |  |       |  |  |                        |  |  |                         |  |
| Caterina di Lancaster                      |                           | Filippa di Hainaut       |                               |  |  |       |  |  |                        |  |  |                         |  |
|                                            |                           | Pietro I di Castiglia    | Alfonso XI di Castiglia       |  |  |       |  |  |                        |  |  |                         |  |
|                                            |                           | Pietro I di Castiglia    | Alfonso XI di Castiglia       |  |  |       |  |  |                        |  |  |                         |  |
|                                            |                           | Pietro I di Castiglia    | Maria del Portogallo          |  |  |       |  |  |                        |  |  |                         |  |
| Costanza di Castiglia                      |                           | Pietro I di Castiglia    |                               |  |  |       |  |  |                        |  |  |                         |  |
|                                            |                           | Maria di Padilla         | Giovanni García di Padilla    |  |  |       |  |  |                        |  |  |                         |  |
|                                            |                           | Maria di Padilla         | Giovanni García di Padilla    |  |  |       |  |  |                        |  |  |                         |  |
|                                            |                           | Maria di Padilla         | Maria Fernández de Henestrosa |  |  |       |  |  |                        |  |  |                         |  |
|                                            |                           | Maria di Padilla         |                               |  |  |       |  |  |                        |  |  |                         |  |